# Réti Miklós
Réti Miklós (Cegléd, 1944. április 7. – Cegléd, 2017. november 7.) szemészorvos, politikus, az FKGP elnöke, Cegléd díszpolgára.

## Élete
Általános iskolai és középiskolai tanulmányait Cegléden végezte. 1969-ben feleségül vette Balla Erzsébet tanárnőt akitől két gyermeke, Erzsébet (1970) és Miklós (1972), született.
1969-ben Debreceni Orvostudományi Egyetem Általános Orvosi Karán diplomázott. 1986-tól a Ceglédi Toldy Ferenc Kórház Szemosztályának osztályvezető főorvosaként dolgozott.
Az 1990-es országgyűlési választáson az MDF színében indult a Pest megye 15. választókerületében és megválasztották képviselőnek. 1993. július 5-én kilépett az MDF frakcióból és Csurka István új pártjának (MIÉP) képviselőjeként folytatta parlamenti munkáját. 1994 után nem jutott több parlamenti helyhez. Réti 2002 és 2005 között az FKGP elnöke is volt. 2017 szeptemberében Réti Miklós Cegléd város díszpolgára lett, nem sokkal később, 2017. november 7-én elhunyt. Réti hamvait a ceglédi Református Kistemetőben helyezték örök nyugalomra.